# حشد

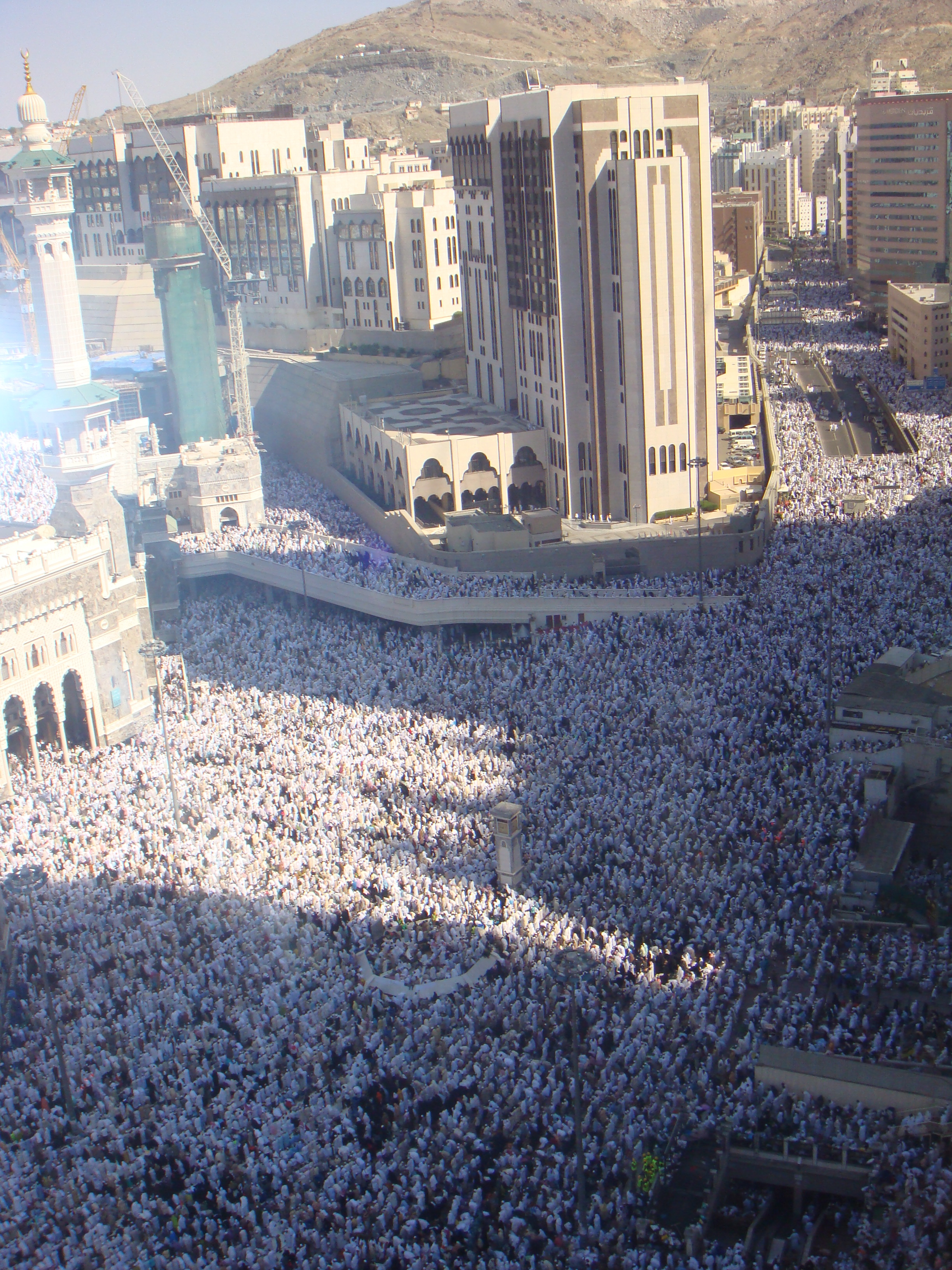
حشود الحجاج في مكة

الحشد (أو جمهرة) جمع محدد من الناس يمتاز بالكثافة العالية.
جاء في المعجم الكبير: حَشَدَ القوْمُ ـُِ حَشْداً، وحُشُوداً: اجْتمعُوا. واجْتمعوا لأمْرٍ واحِدٍ. فهم حاشِدونَ.